# Kalvarienberg Schwabegg
Der Kalvarienberg Schwabegg ist eine abgegangene hochmittelalterliche Turmhügelburg (Motte) über der neugotischen Pfarrkirche des Schwabmünchener Ortsteiles Schwabegg im Landkreis Augsburg (Schwaben). Neben dem hohen Erdkegel der Hauptburg haben sich noch Geländespuren und geringe Mauerreste der Vorburg erhalten. 

## Geschichte
Etwa einen Kilometer südlich des Kalvarienberges liegt die große frühmittelalterliche Ungarnschutzburg Haldenburg auf der Wertachleite. Nach der Schlacht auf dem Lechfeld diente die große Wallanlage noch einige Zeit als Sitz der Großvögte des Bistums Augsburg. Ende des 10. Jahrhunderts verlegten die Vögte ihren Sitz auf den Weinberg, einer vorspringenden Geländezunge über dem heutigen Friedhof und der neugotischen Pfarrkirche. Das Geschlecht der Herren von Schwabegg stellte die bischöflichen Vögte von ca. 980 bis zu seinem Aussterben im Jahr 1167. Der letzte Namensträger Adelgoz fiel auf dem vierten Italienzug Kaiser Friedrich Barbarossas einer Seuche zum Opfer.
Anschließend kam die Herrschaft an die Staufer und wurde 1268 an Herzog Ludwig II. von Bayern verpfändet. Die Burg soll 1208, 1372 und endgültig 1421 im "Bairischen Krieg" der bayerischen Teilherzogtümer Bayern-München und Bayern-Ingolstadt belagert und zerstört worden sein. Als letzte Besitzer sind Kaspar und Oswald Waler überliefert.

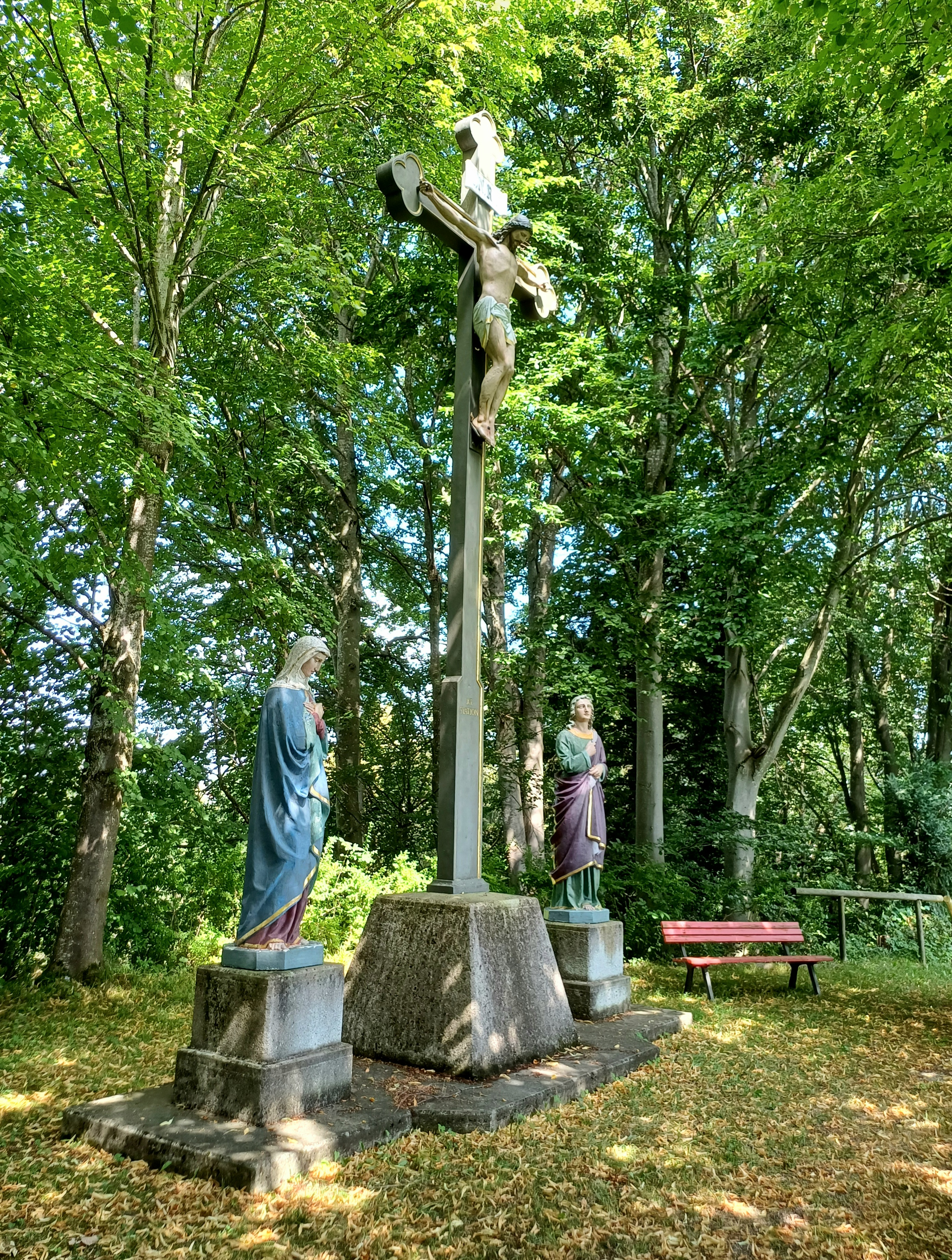
Kreuzigungsgruppe

Im 19. Jahrhundert wurde der große Turmhügel zum Kalvarienberg umgestaltet und mit einer Kreuzigungsgruppe bekrönt.

## Beschreibung

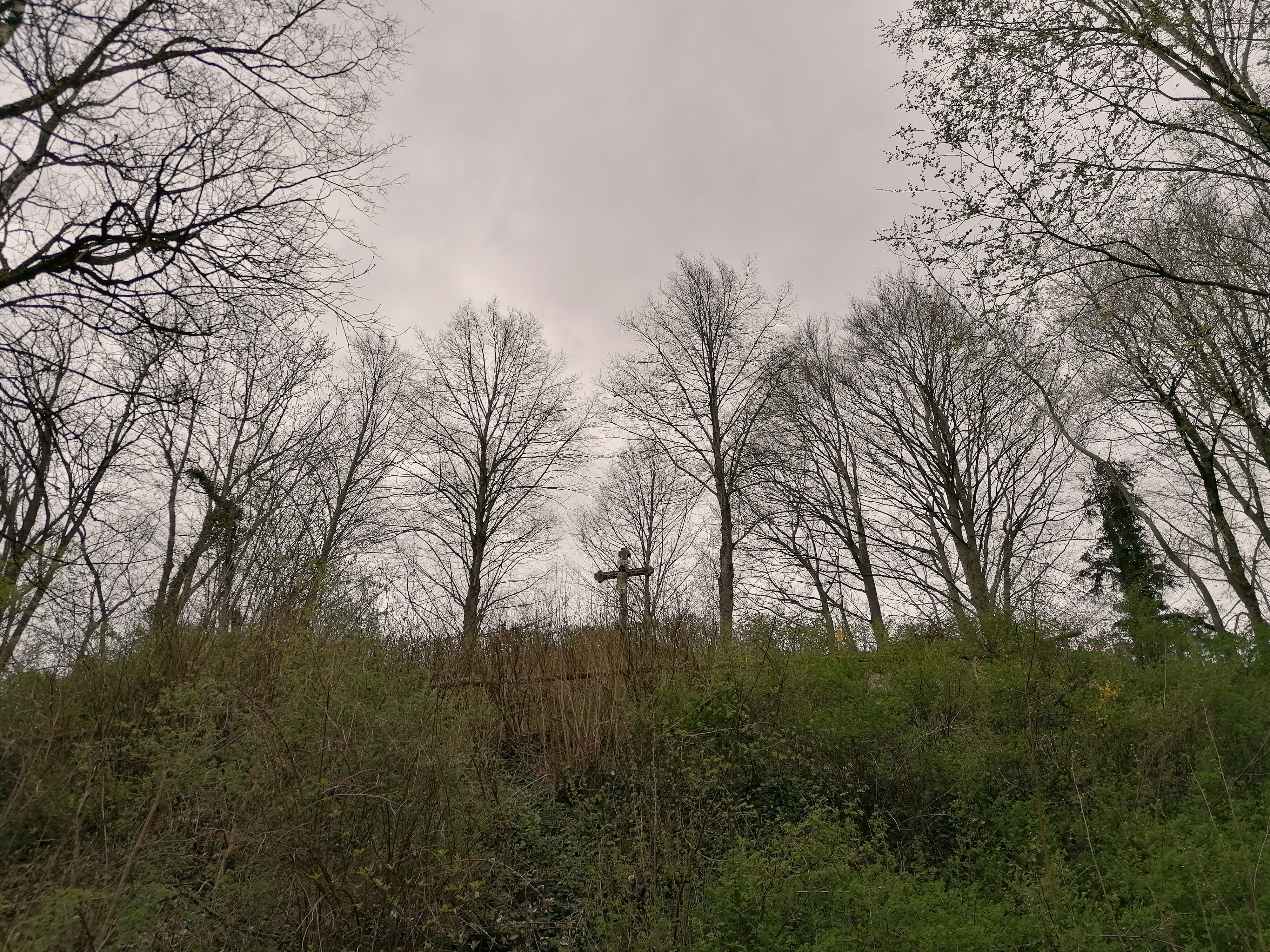
Kalvarienberg Schwabegg

Der ungewöhnlich hohe und steile Turmhügel wurde dem Geländevorsprung des Weinberges zumindest teilweise künstlich aufgesetzt. Der Erdkegel ist etwa 15 Meter hoch, das Gipfelplateau liegt etwa 60 Meter über der Wertachebene. Die Ostseite scheint teilweise abgerutscht oder abgegraben worden zu sein. Das heute nierenförmige Plateau (ca. 20 × 10 m) trägt die Kreuzigungsgruppe des Kalvarienberges.
Die südwestlich vorgelagerte kleine Vorburg auf einer Geländestufe ist mit zwei modernen Wohngebäuden bebaut, es haben sich jedoch obertägig noch einige kleinere Ziegelmauerreste der starken Ringmauer erhalten. Der Bereich östlich des Turmhügels war sicherlich ehemals in den Bering einbezogen. Im Westen, Norden und Süden schützten die Steilhänge die Veste. Die Gesamtlänge der Burg beträgt etwa 180 Meter. Im Bereich des Türmhügels ist der Sporn ungefähr 70 Meter breit.
Der Burgplatz ermöglichte ehemals eine umfassende Übersicht über das Alpenvorland von Augsburg bis zum Hochgebirge. Heute ist das Areal allerdings dicht bewachsen und teilweise bewaldet, die Aussicht ist durch die hohen Bäume stark eingeschränkt.
Die erhöhte Lage des Burgstalls über dem Dorf dokumentiert die herausgehobene Stellung der Vögte von Schwabegg, in deren Diensten zahlreiche Untervasallen standen. Diese, ursprünglich aus der unfreien Bevölkerung aufgestiegenen Dienstleute saßen üblicherweise auf kleinen Burgen oder befestigten Hofstellen innerhalb der Dörfer oder im Tal.
Das Bayerische Landesamt für Denkmalpflege verzeichnet das Bodendenkmal als Siedlung der Bronze-, Hallstatt- und Latènezeit und mittelalterlichen Burgstall unter der Denkmalnummer D 7-7830-0016.